# Миза Сааре
Миза Сааре (ест. Saare mõis, нім. Lückholm), заснована в 1662 році у південно-східній частині півострова Ноароотсі, з початку XVIII ст. належала фон Розенам. Приблизно 1790 року вони спорудили невеличкий панський будинок в стилі пізнього бароко з напіввальвовим дахом.
Фон Розени залишалися власниками садиби і після експропріації 1919 р. до другої світової війни. Після війни будинок не використовувався і перетворився на руїни. Нащадок фон Розенів Густав фон Розен, який придбав маєток, відбудував його за три роки. В 2001 р. будинок став одним із найпишніших в Ляянемаа. В колишній клуні знаходиться музей Ноароотсі (Люкгольму).